# 南京大学金陵学院
南京大学金陵学院，简称南大金陵学院，是位于江苏省南京市浦口大学城南京大学浦口校区的一所民办本科独立学院。该院由南京大学单独举办。

## 历史沿革
1998年，建立南京大学的公有民办二级学院南京大学金陵学院；
2004年，改办为独立学院。
2018年底，为了符合教育部改革独立学院相关政策要求，南京大学与南大金陵学院各方讨论金陵学院搬迁事宜。
校方计划2020年9月停止招生。2022年7月，金陵学院迁址苏州办学，与南京大学苏州校区融合；2023年7月，金陵学院2019级学生毕业后终止办学、完成转设。

## 专业设置
设有25个本科专业：
- 经济与管理学系
  - 金融学
  - 国际经济与贸易
  - 财务管理
  - 市场营销
- 信息科学与工程系
  - 电子信息科学与技术
  - 通信工程
  - 计算机科学与技术
- 外语系
  - 英语
  - 西班牙语
  - 德语
  - 阿拉伯语（副修英语）
  - 日语
  - 法语
- 城市与资源学系
  - 资源环境与城乡规划管理专业
  - 地理信息系统专业
  - 城市规划专业
  - 地质工程专业
- 化学与环境生物科学系
  - 应用化学
  - 环境科学
  - 生物科学
  - 护理学
- 新传媒系
  - 新闻学
  - 广告学
- 艺术系
  - 艺术设计专业
  - 广播电视编导专业